# ムービスト
ムービスト （朝：무비스트）は、大韓民国の映画専門情報サイト。1998年開設。映画の公開情報、ニュース、評論、インタビュー、イベントなどの様々な情報を提供するほか、アンケート調査も実施している。